# クライ・ベイビー (映画)
『クライ・ベイビー』（Cry-Baby）は、1990年製作のアメリカ映画。ジョン・ウォーターズ監督、ジョニー・デップの初主演作。

## ストーリー
舞台はメリーランド州ボルチモア。不良少年のウェイドは、お嬢様のアリソンと恋に落ちる。

## キャスト
※括弧内は日本語吹替
- ウェイド・ウォーカー/クライ・ベイビー - ジョニー・デップ（森久保祥太郎）
- アリソン・ヴァーノン＝ウィリアムズ - エイミー・ロケイン（大坂史子）
- ロマーナ・リケッツ - スーザン・ティレル（北條文栄）
- アリソンの母 - ポリー・バーゲン
- ベルヴェデーレ・リケッツ - イギー・ポップ（佐藤祐四）
- ペッパー・ウォーカー - リッキー・レイク
- ワンダ・ウッドワード - トレイシー・ローズ（木内レイコ）
- ミルトンの父 - ジョー・ダレッサンドロ
- ハチェットの母 - ミンク・ストール
- ハチェットの父 - トロイ・ドナヒュー
- 刑務所の看守 - ウィレム・デフォー